# Instituto Bacteriológico de Câmara Pestana
O Instituto Bacteriológico de Câmara Pestana, conhecido pela sigla IBCP, é uma instituição de investigação biomédica e prestação de serviços especializados nas ciências e tecnologias da saúde, em especial nos campos da saúde pública, tendo-se especializado nos domínios da microbiologia clínica e verificação de produtos biológicos, com destaque para o estudo da difteria, e das afecções causadas por estreptococos (estreptococias). O IBCP é actualmente um estabelecimento da Universidade de Lisboa, dependente directamente da Reitoria, com autonomia administrativa e financeira, funcionando em estreita ligação com a Faculdade de Medicina da Universidade de Lisboa, sem prejuízo de eventual colaboração com outras instituições.

## Origem
O Instituto Bacteriológico de Câmara Pestana resulta do desenvolvimento do Instituto Bacteriológico de Lisboa, uma instituição dedicada à microbiologia médica criado em Lisboa a 29 de Dezembro de 1892 como serviço especializado do Hospital de São José, tendo como finalidade principal a efectivação de análises bacteriológicas e o tratamento preventivo da raiva humana utilizando o método de Pasteur. O Instituto Bacteriológico deveu-se à iniciativa do médico e pioneiro da bacteriologia Luís da Câmara Pestana, que foi o seu primeiro director, tendo como médico auxiliar Aníbal de Bettencourt.
Instalado numa dependência do Hospital de São José, em 9 Março de 1895 foi autonomizado, tomando a designação de Real Instituto Bacteriológico de Lisboa. Foram então definidas como principais objectivos a vacinação anti-rábica, a preparação de soros antitóxicos para o tratamento da difteria, do tétano e outras doenças infecciosas, acompanhar os progressos da ciência microbiológica e reduzir os encargos económicos com a importação de vacina e soros.
A partir de Fevereiro de 1897 o Real Instituto Bacteriológico publicou um periódico médico intitulado Archivos de Medicina, inicialmente dirigido por Luís da Câmara Pestana e secretariado por Aníbal Bettencourt, tendo como colaboradores, entre outros, os bacteriologistas Francisco Stromp e Francisco Xavier da Silva Teles.
Em 1899 o Real Instituto Bacteriológico de Lisboa foi transferido para um edifício próprio, o edifício que actualmente ocupa, tomando o nome de Real Instituto Bacteriológico de Câmara Pestana, em homenagem ao seu fundador, falecido nesse mesmo ano. A importância do Instituto é atestada pelo topónimo Rua do Instituto Bacteriológico atribuído à rua onde tem a sua sede.
Com a implantação da República Portuguesa e a criação da Universidade de Lisboa, em 1911 o Instituto Bacteriológico de Câmara Pestana foi anexo à Faculdade de Medicina da Universidade de Lisboa, situação que manteve até 1989, quando a publicação dos Estatutos da Universidade de Lisboa o fez transitar para a dependência directa da reitoria daquela instituição. Os actuais estatutos foram publicados no Diário da República, n.º 41, II Série, de 18 de Fevereiro de 1998.

## Desenvolvimento institucional
Durante muitas décadas, o IBCP foi o laboratório produtor da vacina antituberculose (BCG) e entidade coordenadora da vertente humana da luta anti-rábica em Portugal, desenvolvendo acções no campo da saúde pública, particularmente nos domínios da difteria, estreptococias, microbiologia clínica e verificação de produtos biológicos.
Depois de uma década de indefinição, a partir de 2008 a maior parte do edifício da Instituto Bacteriológico foi entregue à Universidade Nova de Lisboa, que aí instalou um centro de investigação biomédica, e as principais actividades do IBCP passaram para o campus do Hospital de Santa Maria. Com esta mudança, o Instituto Bacteriológico Câmara Pestana (IBCP) termina um período em que funcionou praticamente sem actividade. O novo IBCP será construído no campus de Santa Maria e vai redefinir a missão do Câmara Pestana, que será centrada em questões de microbiologia, mas com ligações muito fortes ao Instituto de Biologia Molecular da Universidade de Lisboa. 